# Estatus político de la República Popular de Donetsk y de la República Popular de Lugansk

Mapa de la situación diplomática internacional de las repúblicas populares de Donetsk y Luhansk.
Reconocimiento oficial de las repúblicas populares de Donetsk y Lugansk
Apoyo al reconocimiento ruso de la independencia de las repúblicas
Condena al reconocimiento ruso de la independencia
Apoyo a la integridad territorial de Ucrania, pero no condena el reconocimiento ruso

En este artículo se examina el actual estatus internacional de la República Popular de Donetsk y de la República Popular de Lugansk. Estas repúblicas fueron dos estados de reconocimiento limitado de Europa Oriental desde su programación en 2014 y 2015 hasta que el 5 de octubre de 2022 fueron integradas como repúblicas en la Federación Rusa tras un referéndum realizado en el contexto de la ocupación rusa de parte del territorio de  Ucrania realizada tras  la invasión rusa de Ucrania del 24 de febrero de 2022.
Tuvieron  el reconocimiento limitado al ser reconocidas, en octubre de 2022, por los estados de  la Federación Rusa, Siria y Corea del Norte. Al mismo tiempo estas repúblicas reconocieron su independencia, una de la otra, y del 24 de mayo de 2014 hasta el 18 de mayo de 2015 eran fundadores y miembros de la Unión de Repúblicas Populares/Nueva Rusia. Ambas repúblicas son reconocidas por Rusia, Siria, Corea del Norte,  Abjasia y Osetia del Sur, estas dos últimas poseyeron un reconocimiento muy limitado internacionalmente.
Ucrania, que no reconoce la RPD y la RPL como Estados, las considera organizaciones terroristas y separatistas, organizadas y armadas por la Federación de Rusia, que con el apoyo del ejército ruso conquistaron el territorio ucraniano. De facto, los territorios controlados por la RPD y la RPL hasta su incorporación en la Federación Rusa, de acuerdo con la legislación de Ucrania, se consideran temporalmente ocupados.

## Historia
Los Consejos Supremos de las Repúblicas Populares de Donetsk y de Luhansk (RPD y RPL respectivamente) anunciaron su independencia de Ucrania en 2014 después del conflicto armado de abril con las fuerzas de las agencias de la ley de Ucrania. En los territorios controlados por estas repúblicas se hicieron referéndums (véase el artículo Referéndum sobre el estatus político de Donetsk y Luhansk de 2014), que no fueron reconocidos por ningún estado. Las nuevas constituciones, según las cuales ambas repúblicas se proclamaban estados soberanos y sujetos del derecho internacional, fueron aprobadas por los Consejos Supremos de ambas repúblicas en mayo de 2014. Los gobiernos de las repúblicas proclamadas daban una especial importancia al hecho que fueron capaces de hacer un referéndum en las regiones que son sujetas de su soberanía, antes de las elecciones presidenciales anticipadas en Ucrania, que en los territorios controlados por el la RPD y la RPL no se hicieron (es aproximadamente un 50% de las provincias de Luhansk y Donetsk). Sobre la base de estos actos ambas repúblicas intentaban ilegitimar al nuevo presidente de Ucrania dentro de las fronteras de los estados acabados de crear y consecutivamente hacer la política de la independencia de estos estados.
Como represalia Ucrania reconoció el gobierno de Ichkeria como territorio ocupado de Rusia.

## Posiciones

### Estados que reconocen formalmente a la República Popular de Donetsk como independiente
|   | Estado                       | Fecha de reconocimiento | Relaciones diplomáticas establecidas | Notas |
| - | ---------------------------- | ----------------------- | ------------------------------------ | --- |
| 1 | República Popular de Lugansk | 11 de mayo de 2014      | 11 de mayo de 2014                   | Tanto la República Popular de Donetsk como la República Popular de Lugansk han declarado simultáneamente su independencia y anteriormente estaban unidas bajo la confederación Novorossiya de 2014 - 15. |
| 2 | Osetia del Sur               | 27 de junio de 2014     | 12 de mayo de 2015                   | |
| 3 | Rusia                        | 21 de febrero de 2022   | 21 de febrero de 2022                | Rusia firmó el reconocimiento de los estados, previamente percibidos como Estados títeres. Los gobernantes se adhirieron a Rusia Unida, partido hegemónico de Rusia.                                     |
| 4 | Abjasia                      | 25 de febrero de 2022   | 9 de marzo de 2022                   | |
| 5 | Siria                        | 29 de junio de 2022     |                                      | Como respuesta al reconocimiento, Ucrania rompió todas sus relaciones diplomáticas con Siria, y Siria hizo lo mismo con Ucrania el 20 de julio de 2022.                                                  |
| 6 | Corea del Norte              | 13 de julio de 2022     |                                      | Como resultado del reconocimiento, Ucrania ha roto las relaciones diplomáticas con Corea del Norte. |

### Estados que reconocen formalmente a la República Popular de Lugansk como independiente
|   | Estado                       | Fecha de reconocimiento | Relaciones diplomáticas establecidas | Notas |
| - | ---------------------------- | ----------------------- | ------------------------------------ | --- |
| 1 | República Popular de Donetsk | 11 de mayo de 2014      | 11 de mayo de 2014                   | Tanto la República Popular de Donetsk como la República Popular de Lugansk han declarado simultáneamente su independencia y anteriormente estaban unidas bajo la confederación Novorossiya de 2014 - 15. |
| 2 | Osetia del Sur               | 18 de junio de 2014     | 28 de enero de 2015                  | |
| 3 | Rusia                        | 21 de febrero de 2022   | 21 de febrero de 2022                | |
| 4 | Abjasia                      | 25 de febrero de 2022   | 10 de marzo de 2022                  | |
| 5 | Siria                        | 29 de junio de 2022     |                                      | Como respuesta al reconocimiento, Ucrania rompió todas sus relaciones diplomáticas con Siria, y Siria hizo lo mismo con Ucrania el 20 de julio de 2022.                                                  |
| 6 | Corea del Norte              | 13 de julio de 2022     |                                      | Como resultado del reconocimiento, Ucrania ha roto las relaciones diplomáticas con Corea del Norte. |

### Estados u organizaciones que apoyan el reconocimiento de la independencia de Donetsk y Lugansk

#### Estados miembros de la ONU
| Estado                   | Notas |
| ------------------------ | --- |
| Bielorrusia              | A través de un comunicado, el Ministerio de Asuntos Exteriores de Bielorrusia indicó que "respeta" la decisión de Rusia de reconocer ambas repúblicas.             |
| Nicaragua                | El Presidente de Nicaragua, Daniel Ortega, en un acto realizado en el centro histórico de Managua, dio su respaldo a Vladímir Putin de reconocer ambas repúblicas. |
| República Centroafricana | El presidente Faustin-Archange Touadéra declaró en las noticias de RIA Novosti : “Creo que esta decisión, sin duda, salvará vidas y evitará mucha violencia”.      |
| Sudán                    | El Jefe Adjunto del Consejo Soberano, Mohamed Hamdan Dagalo , declaró: "Rusia tiene derecho a actuar en interés de sus ciudadanos y proteger a su pueblo".         |
| Venezuela                | El presidente Nicolás Maduro “reiteró todo su apoyo” al presidente ruso Putin “en defensa de la paz en Rusia”.                                                     |

#### Estados con reconocimiento limitado
| Estado | Notas |
| ------ | --- |
| Artsaj | Arayik Harutyunyan, presidente de la República de Artsaj, emitió una declaración en la que celebraba la decisión de reconocer la independencia de las Repúblicas Populares de Donetsk y Lugansk. Afirmó que "el derecho de las naciones a la autodeterminación y a construir su propio estado es inalienable para todos los pueblos y es un principio fundamental del derecho internacional." |

#### Órganos de gobierno sin reconocimiento
| Estado                           | Notas |
| -------------------------------- | --- |
| Yemen (Consejo Político Supremo) | Mohammed Ali al-Houthi, miembro del Consejo Político Supremo de Yemen, tuiteó una declaración de apoyo al reconocimiento de Donetsk y Lugansk, como estados independientes por parte de Rusia. |

## República Popular de Donetsk

### Estatus documentado jurídicamente

#### Estados
En 2015, 1 estado miembro de la ONU define la RPD como una organización terrorista:
 Ucrania:
- 16 de mayo de 2014: la Oficina del Querellante General de Ucrania reconoció el autoproclamada República Popular de Donetsk (RPD) como organización terrorista.[21]
- 22 de julio de 2014: la Rada Suprema de Ucrania pidió a la comunidad internacional de reconocer la autoproclamada República Popular de Donetsk (RPD) como organización terrorista.[22]

#### Estados con reconocimiento limitado
En 2015, 1 estado con reconocimiento limitado reconoce a la RPD como estado independiente:
 Osetia del Sur:
- 27 de junio de 2014: el Presidente de Osetia del Sur, Leonid Tibílov, firmó el decreto «Sobre el reconocimiento de la República Popular de Donetsk».[23][24]
- 16 de abril de 2015: Donetsk se abrió una oficina de Osetia del Sur denominada "la sede de Osetia del Sur".[25]

### Otras formas de actos oficiales

#### ONGinternacionales
Dentro de la gobernación de internet:
RIPE NCC:
- 26 de junio de 2015: dio al registrador local de internet de Donetsk (LIR) el «Centro del Apoyo Informático de la RPD» el paquete de direcciones IP IPv4. Como dirección se indicó «Donetsk, Federación Rusa».[26]

## República Popular de Lugansk

### Estatuto documentado jurídicamente

#### Estados
En 2015, 1 estado miembro de la ONU reconoce a la RPL como organización terrorista:
 Ucrania:
- 16 de mayo de 2014: la Oficina del Querellante General de Ucrania reconoció a la autoproclamada República Popular de Lugansk (RPL) como organización terrorista.[21]
- 22 de julio de 2014: la Rada Suprema de Ucrania pidió a la comunidad internacional reconocer la autoproclamada República Popular de Lugansk (RPL) como organización terrorista.[22]

#### Estados con reconocimiento limitado
En 2015, 1 estado con reconocimiento limitado reconoce a la RPL como estado independiente:
 Osetia del Sur:
- 18 de junio de 2014: el Presidente de Osetia del Sur, Leonid Tibílov, firmó el decreto «Sobre el reconocimiento de la República Popular de Lugansk».[27]
- 16 de abril de 2015: Lugansk abrió una misión diplomática de Osetia del Sur.[28]

## Posición de otros Estados
Rusia:
- 12 de mayo de 2014: el servicio de prensa del presidente de Rusia dijo que en Rusia "observaban cuidadosamente la preparación y la celebración" del referéndum sobre la independencia de la RPD y de la RPL (véase Referéndum sobre el estatus político de Donetsk y Luhansk de 2014), celebrados el 11 de mayo del mismo año a los territorios controlados por las repúblicas, y «tienen respeto» a los resultados de estos referéndums, expresando la esperanza que «la realización práctica de los resultados de los referéndums celebrados será de una manera civilizada, sin recurrencia de la violencia, a través de un diálogo entre representantes de Kiev, Donetsk y Luhansk». Al mismo tiempo los nombres "RPD" y "RPL" no se mencionaron.[29][30][31][32]
- 18 de abril de 2015: el presidente de Rusia Vladímir Putin no comentó la posibilidad del reconocimiento de la RPD y la RPL, cuando le hicieron la pregunta relevante:[33]
- 22 de abril de 2015: el ministro de asuntos exteriores de Rusia, Serguéi Lavrov, respondiendo a la pregunta «por qué Rusia no reconoce a Nueva Rusia» (Repúblicas Populares de Donetsk y de Lugansk), dijo lo siguiente:[34]
- 21 de febrebro de 2022: la Duma Estatal de Rusia aprobó un proyecto de ley para reconocer oficialmente la autoproclamada República Popular de Donetsk y la República Popular de Lugansk en Ucrania Oriental como estados independientes. El proyecto de ley fue aprobado por el presidente Vladímir Putin.[35]

## Posiciones adoptadas sobre la anexión del sudeste de Ucrania
Luego de la anexión del sudeste de Ucrania por Rusia ,2 estados de la ONU han reconocido la anexión rusa:
- Corea del Norte[36]
- Siria[37]